# Anadendrum superans
Anadendrum superans är en kallaväxtart som beskrevs av Cornelis Rugier Willem Karel van Alderwerelt van Rosenburgh. Anadendrum superans ingår i släktet Anadendrum och familjen kallaväxter.
Artens utbredningsområde är Sumatera. Inga underarter finns listade.